# 김천시의 행정 구역
김천시의 행정 구역은 1읍 14면, 7동으로 구성되어 있다. 김천시의 면적은 1,009.5km2로 경상북도의 5.3%를 차지하며, 인구는 2011년 6월 30일을 기준으로 54,802 세대, 135,725명이다.

## 지도
| 지도1 | 지도2 | 시내동지도 |
| ----- | ----- | ---------- |
|       |       |            |

## 행정 구역
| 읍·면·동               | 법정동·리 |
| ---------------------- | --- |
| 아포읍(牙浦邑)         | 인리(仁里), 의리(義里), 예리(禮里), 지리(智里), 국사리(國士里), 대신리(大新里), 봉산리(鳳山里), 제석리(帝錫里), 송천리(松川里), 대성리(大聖里) |
| 농소면(農所面)         | 입석리(立石里), 신촌리(新村里), 월곡리(月谷里), 용암리(龍岩里), 봉곡리(鳳谷里), 연명리(延明里), 노곡리(老谷里) |
| 남면(南面)             | 옥산리(玉山里), 송곡리(松谷里), 월명리(月明里), 부상리(扶桑里), 오봉리(梧鳳里), 봉천리(鳳川里), 초곡리(草谷里), 운남리(雲南里), 운곡리(雲谷里) |
| 개령면(開寧面)         | 황계리(黃溪里), 신룡리(新龍里), 덕촌리(德村里), 서부리(西部里), 동부리(東部里), 양천리(楊川里), 광천리(廣川里), 남전리(藍田里) |
| 감문면(甘文面)         | 보광리(寶光里), 금라리(金羅里), 구야리(九野里), 은림리(隱林里), 도명리(道明里), 문무리(文武里), 남곡리(南谷里), 송북리(松北里), 금곡리(金谷里), 삼성리(三盛里), 광덕리(廣德里), 덕남리(德南里), 태촌리(台村里), 성촌리(星村里), 대양리(大陽里)                                     |
| 어모면(禦侮面)         | 중왕리(中旺里), 옥율리(玉栗里), 남산리(南山里), 다남리(多男里), 군자리(君子里), 덕마리(德馬里), 구례리(求禮里), 옥계리(玉溪里), 능치리(能治里), 도암리(道岩里), 은기리(銀基里), 동좌리(東佐里)                                                                                     |
| 봉산면(鳳山面)         | 신리(信里), 인의리(仁義里), 예지리(禮智里), 덕천리(德泉里), 태화리(太和里), 상금리(上金里), 신암리(新岩里), 광천리(廣川里) |
| 대항면(代項面)         | 향천리(香川里), 운수리(雲水里), 주례리(周禮里), 대성리(大聖里), 덕전리(德田里), 대룡리(大龍里), 복전리(福田里) |
| 감천면(甘川面)         | 용호리(龍虎里), 무안리(武安里), 도평리(道平里), 광기리(光基里), 금송리(金松里) |
| 조마면(助馬面)         | 신안리(新安里), 장암리(壯岩里), 강곡리(江曲里), 신곡리(新谷里), 삼산리(三山里), 신왕리(新旺里), 대방리(大坊里) |
| 구성면(龜城面)         | 하강리(夏江里), 양각리(陽角里), 흥평리(興平里), 송죽리(松竹里), 광명리(光明里), 금평리(金坪里), 구미리(龜尾里), 임평리(任坪里), 임천리(林泉里), 월계리(月溪里), 마산리(馬山里), 작내리(作乃里), 용호리(龍虎里), 상원리(上院里), 상좌원리(上佐院里), 상거리(上擧里), 미평리(米坪里) |
| 지례면(知禮面)         | 교리(校里), 상부리(上部里), 대율리(大栗里), 거물리(巨勿里), 울곡리(蔚谷里), 도곡리(道谷里), 관덕리(觀德里), 여배리(汝培里), 신평리(新坪里), 이전리(泥田里) |
| 부항면(釜項面)         | 신옥리(新玉里), 유촌리(柳村里), 지좌리(智佐里), 사등리(沙等里), 월곡리(月谷里), 어전리(漁田里), 대야리(大也里), 하대리(下垈里), 해인리(海印里), 파천리(巴川里), 안간리(安磵里), 두산리(斗山里), 희곡리(希谷里)                                                                     |
| 대덕면(大德面)         | 연화리(蓮花里), 덕산리(德山里), 외감리(外甘里), 내감리(內甘里), 가례리(加禮里), 추량리(秋良里), 조룡리(釣龍里), 관기리(館基里), 화전리(花田里), 문의리(文義里), 대리(臺里), 중산리(中山里)                                                                                         |
| 증산면(甑山面)         | 황항리(黃項里), 부항리(釜項里), 동안리(東安里), 평촌리(坪村里), 수도리(修道里), 유성리(柳城里), 금곡리(金谷里), 장전리(長田里), 황정리(黃亭里), 황점리(黃店里) |
| 자산동(紫山洞)         | 감호동(甘湖洞), 용두동(龍頭洞), 모암동(帽岩洞), 성내동(城內洞) |
| 평화남산동(平和南山洞) | 평화동(平和洞), 남산동(南山洞) |
| 양금동(陽金洞)         | 양천동(陽川洞), 황금동(黃金洞) |
| 대신동(大新洞)         | 대광동(大光洞), 신음동(新音洞), 응명동(鷹鳴洞), 교동(校洞), 삼락동(三樂洞), 문당동(文唐洞) |
| 대곡동(大谷洞)         | 다수동(多壽洞), 백옥동(白玉洞), 부곡동(富谷洞) |
| 지좌동(智佐洞)         | 지좌동(智佐洞), 덕곡동(德谷洞) |
| 율곡동(栗谷洞)         | 율곡동(栗谷洞) |

## 역사
- 1914년 4월 1일 대대적인 행정구역 개편에 따라 김산군, 지례군, 개령군 일원과 성주군 신곡면을 병합하여 김천군으로 개편하였다.[2][3] (20면)

| 도령 제2호 |             |                                                                                        |
| 구 행정구역 | 구 행정구역 | 신 행정구역                                                                            |
| 김산군 과내면(果內面) 중기동/하기동/배평동/광천동/상기동 일부/내방동 일부/광명동 일부/(과외면)죽방동 일부, 금곡동/상두동/하두동/상기동 일부 | 과곡면      | 광명동, 금평동                                                                         |
| 김산군 과외면(果外面) 대방동/송평동/궁장동/수동/죽방동 일부/(과내면)내방동 일부/광명동 일부, 관동/황각동/양촌/중리, 하곡동/강성동/신기동, 진흥동/평전동/내고동/외고동 | 과곡면      | 송죽동, 양각동, 하강동, 흥평동                                                         |
| 김산군 대항면(代項面) 행정동/반곡동 일부/대사동 일부/죽전동 일부/용복동 일부/(미곡면)이로동 일부/(파미면)하지동 일부, 공자동/창평동/방하동/대덕동/사점동, 세송동/본점동/왕대동/덕산동/용복동 일부/죽전동 일부/대사동 일부/(황남면)천포동 일부/남전동 일부/도산동 일부/하마전동 일부/덕국동/신평동/세송동, 본리/돌미동/백운동, 화곡동/주송동/삼거동, 묘내동/지천동/광암동 일부/(황남면)상마전동 일부/방하치동                                                                                  | 대항면      | 대룡동, 대성동, 덕전동, 운수동, 주례동, 향천동                                         |
| 김산군 김천면(金川面) 하신기동 일부/성산동 일부, 하동/갈마동 일부/중동 일부/상신기동 일부/성내동 일부/우동 일부/하신기동 일부, 갈마동 일부/성내동 일부/원동 일부/중동 일부, 하신기동 일부, 성내동 일부/상신기동 일부/갈마동 일부, 하신기동 일부 | 김천면      | 금정, 남산정, 대화정, 본정, 성내정, 욱정                                               |
| 김산군 구소요면(求所要面) 신풍동/상현동/중현동/하현동/신현동/여남동/유점동, 도치량동/능점동/능청동, 본도리/비점동/빈암동 일부/은석동 일부, 개계동/평성동/사촌/빈암동 일부, 봉항동/중리/은석동 일부/신기동 일부 | 구소요면    | 구례동, 능치동, 도암동, 옥계동, 은기동                                                 |
| 김산군 황남면(黃南面) 시목동/돈목동/곤천동/송라동/광동, 신계동/입석동 일부/도산동 일부/남전동 일부/천포동 일부, 복산동/상마전동 일부/하마전동 일부/남전동 일부/(대항면)광암동 일부, 금화동/상중리/상리, 고도암동/신기동/가성동/신촌, 태평동/봉산동/주점동/하리/하중리 | 봉산면      | 광천동, 덕천동, 복전동, 상금동, 신암동, 태화동                                         |
| 김산군 파미면(巴彌面) 하지동 일부/(군내면)금평동 일부/(대항면)반곡동 일부/(미곡면)이로동 일부, 상리/중리 일부/상지동 일부, 신입동/상지동 일부/하지동 일부/중리 일부/(황남면)입석동 일부 | 봉산면      | 신동, 인의동, 예지동                                                                   |
| 김산군 군내면(郡內面) 교리/향동/상리 일부, 중리/상리 일부/하리 일부/이천동 일부/금평동 일부/(파미면)하지리 일부, 금음동/금신동/부거리, 문산동/모보동/당동/이천동 일부 | 금릉면      | 교동, 삼락동, 신음동, 문당동                                                           |
| 김산군 미곡면(米谷面) 구신기동/본리 일부/이로동 일부/(군내면)금평동 일부/(파미면)하지리 일부, 부곡동/모지동/신기동/(김천면)원동 일부, 옥산동/노증리/본리 일부/(군내면)하리 일부 | 금릉면      | 다수동, 부곡동, 백옥동                                                                 |
| 김산군 천상면(川上面) 하남동/지산동/진목동 일부/상남동 일부/길계동 일부/(천하면)신기동 일부, 동리/좌동/마존동 일부/(구소요면)신기동 일부, 노옥동/율동/상남동 일부/(천하면)중중리 일부, 응전동/독정동/괴동/(개령군 서면)대보동 일부 | 아천면      | 남산동, 동좌동, 옥율동, 응명동                                                         |
| 김산군 천하면(川下面) 하덕동/평촌/덕림동 일부/(위량면)하군동 일부/구야동 일부/(개령군 서면)대촌 일부, 동산동/진목동 일부/신기동 일부/오청동 일부/하리 일부/(천상면)길계동 일부/(개령군 서면)대촌 일부/덕송동 일부, 상덕동/갈마동, 중중리 일부/하리 일부/덕림리 일부/(천상면)마존동 일부 | 아천면      | 군자동, 다남동, 덕마동, 중왕동                                                         |
| 김산군 위량면(位良面) 상군동 일부/나가동 일부/구야동 일부/(개령군 서면)대촌 일부, 금곡동/적하리 일부/(개령군 북면)모성동 일부, 나가동 일부/금보동 일부/상군동 일부/(개령군 북면)상보동 일부, 남곡동, 고도리/상군동 일부, 상여동/하여동, 송문동/성북동, 본리/상군동 일부/하군동 일부 | 위량면      | 구야동, 금곡동, 금라동, 남곡동, 도명동, 문무동, 송북동, 은림동                         |
| 김산군 조마남면(助馬南面) 구곡동/강평동, 하회동/신갑동 일부/(남천면)삼정리/누산동, 나부동/철수동/미곡동/중리/신석동, 신촌/신기동/안누동/신하동/지동/구미동/중동/죽정동, 도암동/상장동/하장동/점동/복동 | 조마면      | 강곡동, 삼산동, 신곡동, 신안동, 장암동                                                 |
| 김산군 남천면(南川面) 대평동/성곡동/수방동, 수왕동/박리/송정동/신계동 | 조마면      | 대방동, 신왕동                                                                         |
| 김산군 고가대면(古加大面) 금곡동/상송동/대방동 일부/(성주군 신곡면)송곡동, 상리/중리/하리/양곡동, 지수동/지대동/(군내면)마좌동 | 감천면      | 금송동, 양천동, 지좌동                                                                 |
| 성주군 신곡면(薪谷面) 사촌동/내동/등당동/광암동/기동 일부/(김산군 고가대면)대방동 일부/전리, 소룡동/평산동/후평동/기동 일부/도촌동 일부/(김산군 조마남면)신평동 일부, 외안동/대동/기산동/무릉동 일부, 복룡동/복호동/입암동/광평동/하평동/도촌동 일부 | 감천면      | 광기동, 도평동, 무안동, 용호동                                                         |
| 지례군 내증산면(內甑山面) 황항리 일부, 부항리/시동/한적리/월도리, 상동리/하동리/조산리/월포리, 추령리/평촌/장평리, 수도리, 지촌/유성리/옥동, 거물리/금곡리/가정리, 장전리/청천리/송계리, 봉산리/황정리/고동/황항리 일부, 죽항리/초동/문복리/황점리 | 증산면      | 황항리, 부항리, 동안리, 평촌리, 수도리, 유성리, 금곡리, 장전리, 황정리, 황점리         |
| 지례군 외증산면(外甑山面) 내고리/외고리/울곡리, 상신평리/하신평리/삼곡리, 이전리/해평리 | 지례면      | 울곡리, 신평리, 이전리                                                                 |
| 지례군 상현면(上縣面) 관덕리/구수리/고석리, 도곡리/송천리/신평리, 여배리 | 지례면      | 관덕리, 도곡리, 여배리                                                                 |
| 지례군 하현면(下縣面) 건목리/거물리, 교동/교촌/부평리, 고념리/대율리, 동산리/상부리/하부리/현장촌/동장촌 | 지례면      | 거물리, 교리, 대율리, 상부리                                                           |
| 지례군 상남면(上南面) 내감리, 덕산리/주치리, 연화리/소태리, 외감리/중감리 | 대덕면      | 내감리, 덕산리, 연화리, 외감리                                                         |
| 지례군 하남면(下南面) 천곡리/가례리/석정리, 호미리/(상남면)관기리/(외남면)장곡리, 조룡리/쌍괴리/양지리/조현리/풍곡리, 다화리/중산리, 추장리/송전리/황성리 | 대덕면      | 가례리, 관기리, 조룡리, 중산리, 추량리                                                 |
| 지례군 외남면(外南面) 대동/여서리, 임기리/문의리, 기동/화전리/외산리/내산리/월매리 | 대덕면      | 대리, 문의리, 화전리                                                                   |
| 지례군 상서면(上西面) 대야리/(하서면)신촌/임곡리 일부, 단산리/사등리, 어전리/부항리, 월곡리/구룡리/학동, 지제리/서장촌/하대리, 해인동/상대리 | 부항면      | 대야리, 사등리, 어전리, 월곡리, 하대리, 해인리                                         |
| 지례군 하서면(下西面) 두산리/말미리, 죽동/용촌/유촌/동산리/가물리, 옥류리/신류리, 안간리/대평리, 상지리/하지리, 죽전리/파천리/임곡리 일부, 교현리/내회리/외회리/중회리 | 부항면      | 두산리, 유촌리, 신옥리, 안간리, 지좌리, 파천리, 회곡리                                 |
| 지례군 상북면(上北面) 사점리/마산리, 복호리/거룡리, 임천리 일부/월평리/임계리/북장촌, 임평리, 임천리 일부/지곡리/단계리 | 석현면      | 마산리, 용호리, 월계리, 임평리, 임천리                                                 |
| 지례군 하북면(下北面) 구미리/방산리/(상북면)무능리, 운동/지품리/미평리, 상거리/명덕리/대림리/복문리/(김산군 대항면)백어동, 상원리/수도리, 관현리/작내리, 하원리/하거리 | 석현면      | 구미리, 미평리, 상거리, 상원리, 작내리, 하원리                                         |
| 개령군 부곡면(富谷面) 횡천동/물로동 일부/광한동 일부, 물로동 일부/(김산군 위량면)나가동 일부, 화전동/구교동/교동, 양천동/광한동 일부 | 개령면      | 광천동, 남전동, 동부동, 양천동                                                         |
| 개령군 서면(西面) 대보동 일부/묘광동 일부, 자방동/덕송동 일부/상신동 일부/부억동 일부/대촌 일부/(김산군 천하면)오청동 일부, 우양동/화목동/부억동 일부, 광경동 일부/상신동 일부/묘광동 일부/덕송동 일부/중신동/오룡동, 황경동 일부/묘광동 일부/상신동 일부/(농소면)신촌 일부 | 개령면      | 대광동, 덕촌동, 서부동, 신룡동, 황계동                                                 |
| 개령군 동면(東面) 회성동/신기동/대증동, 대동/마암동 일부/동신동 일부, 덕계동/작동/동신동 일부/동촌 일부/마암동 일부, 상송동/금계동/숭산동 일부/아야동 일부/(선산군 상고면)부곡동 일부, 칠산동 일부/아야동 일부/동촌 일부/남촌 일부/마암동 일부 | 아포면      | 대성동, 대신동, 봉산동, 송천동, 제석동                                                 |
| 개령군 아포면(牙浦面) 미곶동 일부/(동면)칠산동 일부/아야동 일부, 구암동/명례동 일부/포신동 일부, 신동/미곶동 일부/공쌍동 일부/문곡동 일부, 봉명동/황소동 일부/문곡동 일부/미곶동 일부, 송변동/양산동/황소동 일부/공쌍동 일부/명례동 일부/포신동 일부 | 아포면      | 국사동, 예동, 의동, 인동, 지동                                                         |
| 개령군 연명면(延命面) 노곡동/본리 일부, 입석동/본리 일부 | 농소면      | 노곡동, 연명동                                                                         |
| 개령군 농소면(農所面) 호동/응곡동 일부, 조곡동/봉현동 일부/(성주군 신곡면)무릉동 일부, 신촌 일부, 소마동/대방동, 농소동/지동/응곡동 일부/율곡동 일부/(남면)옥산동 일부 | 농소면      | 덕곡동, 봉곡동, 신촌동, 용암동, 월곡동                                                 |
| 개령군 곡송면(谷松面) 곡송동 일부/신풍동 일부, 대조동/곡송동 일부/소재동 일부/월유동 일부, 명천동/(북면)성촌, 소재동 일부/(선산군 신당면)소재동 일부, 완동/성촌/신풍동 일부 | 곡송면      | 덕남동, 봉남동, 성촌동, 소재동, 태촌동                                                 |
| 개령군 북면(北面) 대양동, 상광동 일부, 삼봉동/오성동 일부/(김산군 위량면)적하리 일부, 가척동/광동동 | 곡송면      | 대양동, 보광동, 삼성동, 광덕동                                                         |
| 개령군 남면(南面) 종상동 일부/석정동 일부/지산동 일부/용전동 일부, 초곡동 일부/용전동 일부, 천동/연봉동/종상동 일부/(동면)남촌 일부/마암동 일부, 부상동/지경동/운봉동 일부/마곡동 일부, 마곡동 일부/(연명면)송방동 일부, 오수동/봉곡동/갈항동/(동면)남촌 일부, 석정동 일부/옥산동 일부/지산동 일부, 운양동/옥산동 일부/마곡동 일부/(연명면)송방동 일부/(농소면)동곡동 일부, 신전동/상능동/운봉동 일부, 초곡동 일부/(농소면)신촌 일부, 등곡동 일부/율곡동 일부/봉현동 일부/(연명면)입석동 일부 | 남면        | 운남동, 용전동, 봉천동, 부상동, 송곡동, 오봉동, 옥산동, 운곡동, 월명동, 초곡동, 입석동 |
| 1914년              | 1914년                                                                                                 | 현재          | 현재                                                                                                   |
| 면                  | 동 | 구·읍·면      | 동·리                                                                                                  |
| ------------------- | --- | ------------- | --- |
| 김천면 (金川面)     | 금정, 남산정, 대화정, 본정, 욱정, 황금정                                                               | 김천시        | 모암동, 남산동, 평화동, 용두동, 감호동, 황금동                                                         |
| 금릉면 (金陵面)     | 교동, 다수동, 문당동, 백옥동, 부곡동, 삼락동, 신음동                                                   | 김천시        | 교동, 다수동, 문당동, 백옥동, 부곡동, 삼락동, 신음동                                                   |
| 아천면 (牙川面)     | 응명동                                                                                                 | 김천시        | 응명동                                                                                                 |
| 아천면 (牙川面)     | 군자동, 남산동, 다남동, 덕마동, 동좌동, 옥율동, 중왕동                                                 | 김천시 어모면 | 군자리, 남산리, 다남리, 덕마리, 동좌리, 옥율리, 중왕리                                                 |
| 구소요면 (求所要面) | 구례동, 능치동, 도암동, 옥계동, 은기동                                                                 | 김천시 어모면 | 구례리, 능치리, 도암리, 옥계리, 은기리                                                                 |
| 봉산면 (鳳山面)     | 광천동, 덕천동, 상금동, 신동, 신암동, 예지동, 인의동, 태화동                                           | 김천시 봉산면 | 광천리, 덕천리, 상금리, 신리, 신암리, 예지리, 인의리, 태화리                                           |
| 봉산면 (鳳山面)     | 복전동                                                                                                 | 김천시 대항면 | 복전리                                                                                                 |
| 대항면 (代項面)     | 대룡동, 대성동, 덕전동, 운수동, 주례동, 향천동                                                         | 김천시 대항면 | 대룡리, 대성리, 덕전리, 운수리, 주례리, 향천리                                                         |
| 위량면 (位良面)     | 구야동, 금곡동, 금라동, 남곡동, 도명동, 문무동, 송북동, 은림동                                         | 김천시 감문면 | 구야리, 금곡리, 금라리, 남곡리, 도명리, 문무리, 송북리, 은림리                                         |
| 곡송면 (谷松面)     | 광덕동, 대양동, 덕남동, 보광동, 삼성동, 성촌동, 태촌동                                                 | 김천시 감문면 | 광덕리, 대양리, 덕남리, 보광리, 삼성리, 성촌리, 태촌리                                                 |
| 곡송면 (谷松面)     | 봉남동, 소재동                                                                                         | 구미시 선산읍 | 봉남리, 소재리                                                                                         |
| 감천면 (甘川面)     | 광기동, 금송동, 도평동, 무안동, 용호동                                                                 | 김천시 감천면 | 광기리, 금송리, 도평리, 무안리, 용호리                                                                 |
| 감천면 (甘川面)     | 양천동, 지좌동                                                                                         | 김천시        | 양천동, 지좌동                                                                                         |
| 조마면 (助馬面)     | 강곡동, 대방동, 삼산동, 신곡동, 신안동, 신왕동, 장암동                                                 | 김천시 조마면 | 강곡리, 대방리, 삼산리, 신곡리, 신안리, 신왕리, 장암리                                                 |
| 과곡면 (果谷面)     | 광명동, 금평동, 송죽동, 양각동, 하강동, 흥평동                                                         | 김천시 구성면 | 광명리, 금평리, 송죽리, 양각리, 하강리, 흥평리                                                         |
| 석현면 (石峴面)     | 구미동, 마산동, 미평동, 상거동, 상원동, 용호동, 월계동, 임천동, 임평동, 작내동, 하원동                 | 김천시 구성면 | 구미리, 마산리, 미평리, 상거리, 상원리, 용호리, 월계리, 임천리, 임평리, 작내리, 상좌원리               |
| 부항면 (釜項面)     | 대야동, 두산동, 사등동, 신옥동, 안간동, 어전동, 유촌동, 월곡동, 지좌동, 파천동, 하대동, 해인동, 희곡동 | 김천시 부항면 | 대야리, 두산리, 사등리, 신옥리, 안간리, 어전리, 유촌리, 월곡리, 지좌리, 파천리, 하대리, 해인리, 희곡리 |
| 대덕면 (大德面)     | 가례동, 관기동, 내감동, 대동, 덕산동, 문의동, 연화동, 외감동, 조룡동, 중산동, 추량동, 화전동           | 김천시 대덕면 | 가례리, 관기리, 내감리, 대리, 덕산리, 문의리, 연화리, 외감리, 조룡리, 중산리, 추량리, 화전리           |
| 증산면 (甑山面)     | 금곡동, 동안동, 부항동, 수도동, 유성동, 장전동, 평촌동, 황점동, 황정동, 황항동                         | 김천시 증산면 | 금곡리, 동안리, 부항리, 수도리, 유성리, 장전리, 평촌리, 황점리, 황정리, 황항리                         |
| 지례면 (知禮面)     | 거물동, 관덕동, 교동, 대율동, 도곡동, 상부동, 신평동, 여배동, 울곡동, 이전동                           | 김천시 지례면 | 거물리, 관덕리, 교리, 대율리, 도곡리, 상부리, 신평리, 여배리, 울곡리, 이전리                           |
| 개령면 (開寧面)     | 광천동, 남전동, 덕촌동, 동부동, 서부동, 신룡동, 양천동, 황계동                                         | 김천시 개령면 | 광천리, 남전리, 덕촌리, 동부리, 서부리, 신룡리, 양천리, 황계리                                         |
| 개령면 (開寧面)     | 대광동                                                                                                 | 김천시        | 대광동                                                                                                 |
| 농소면 (農所面)     | 덕곡동                                                                                                 | 김천시        | 덕곡동                                                                                                 |
| 농소면 (農所面)     | 노곡동, 봉곡동, 신촌동 일부, 연명동, 용암동, 월곡동 일부, 입석동                                       | 김천시 농소면 | 노곡리, 봉곡리, 신촌리, 연명리, 용암리, 월곡리, 입석리                                                 |
| 농소면 (農所面)     | 신촌동 일부, 월곡동 일부                                                                               | 김천시        | 율곡동                                                                                                 |
| 남면 (南面)         | 용전동, 운남동 일부, 옥산동 일부, 봉천동 일부, 초곡동 일부                                             | 김천시        | 율곡동                                                                                                 |
| 남면 (南面)         | 봉천동 일부, 부상동, 송곡동, 오봉동, 옥산동 일부, 운곡동, 운남동 일부, 월명동, 초곡동 일부             | 김천시 남면   | 봉천리, 부상리, 송곡리, 오봉리, 옥산리, 운곡리, 운남리, 월명리, 초곡리                                 |
| 아포면 (牙浦面)     | 국사동, 대성동, 대신동, 봉산동, 송천동, 예동, 인동, 의동, 제석동, 지동                                 | 김천시 아포읍 | 국사리, 대성리, 대신리, 봉산리, 송천리, 예리, 인리, 의리, 제석리, 지리                                 |

- 1917년 10월 1일 김천면을 지정면으로 승격하였다.
- 1931년 4월 1일 김천면을 김천읍으로 승격하였다.[5] (1읍 19면)
- 1934년 4월 1일 일부 면들을 통폐합하였다.[6] (1읍 16면)

| 도령 제83호   |             |
| 구 행정구역   | 신 행정구역 |
| 곡송면 일원   | 감문면      |
| 위량면 일원   | 감문면      |
| 과곡면 일원   | 구성면 일원 |
| 석현면 일원   | 구성면 일원 |
| 아천면 일원   | 어모면 일원 |
| 구소요면 일원 | 어모면 일원 |
- 1938년 10월 1일 금릉면 등을 김천읍에 편입하였다.[7]  (1읍 15면)

| 조선총독부령 제197호 |             |
| 구 행정구역          | 신 행정구역 |
| 금릉면 일원          | 김천읍 일부 |
| 감천면 지좌동        | 김천읍 일부 |
- 1949년 8월 14일 김천읍을 김천부로 승격하였고, 김천군을 금릉군으로 개칭하였다.[8] (군: 15면)
- 1949년 8월 15일 김천부를 김천시로 개칭하였다.[9]
- 1983년 2월 15일 금릉군 일부를 김천시 및 선산군에 편입하였고[10], 김천시의 22개동을 13개동으로 합치거나 폐하였다.

| 대통령령 제11027호    |                    |
| 구 행정구역           | 신 행정구역        |
| 어모면 응명동         | 김천시 일부        |
| 개령면 대광동         | 김천시 일부        |
| 농소면 덕곡동         | 김천시 일부        |
| 감천면 양천동         | 김천시 일부        |
| 감문면 소재동, 봉남동 | 선산군 선산읍 일부 |
- 1995년 1월 1일 김천시 일원과 금릉군 일원을 관할로 도농복합형태의 김천시를 설치하였다.[11] (15면 13행정동)
- 1995년 3월 1일 아포면을 아포읍으로 승격하였다. (1읍 14면 13행정동)
- 1997년 9월 25일 용호동과 모암동을 용암동으로, 양천동과 황금동을 양금동으로, 대응동과 신음동을 대신동으로, 미곡동과 부곡동을 대곡동으로 합동하였다.[12] (1읍 14면 9행정동)
- 1998년 9월 1일 금산동을 대신동에 합동하였다.[13] (1읍 14면 8행정동)
- 2000년 1월 1일 성내동과 남산동을 성남동으로 합동하였다.[14] (1읍 14면 7행정동)
- 2008년 9월 30일 성남동 일부와 용암동을 자산동으로, 성남동 일부와 평화동을 평화남산동으로 합동하였다.[15] (1읍 14면 6행정동)
- 2014년 1월 2일 남면 용전리, 옥산리·봉천리·초곡리·운남리 일부, 농소면 신촌리·월곡리 일부를 관할로 율곡동을 설치하였다.[16]